# Stichtse Vecht
Stichtse Vecht è una municipalità dei Paesi Bassi di 64.411 abitanti situata nella provincia di Utrecht. È stata istituita il 1º gennaio 2011 dall'unione dei precedenti comuni di Breukelen, Loenen e Maarssen.